# Hippolyte Bernard Bidé de Maurville
Hippolyte Bernard Bidé, comte de Maurville, seigneur de la Funelière, né le 24 janvier 1701 à Rochefort et décédé le 29 janvier 1784 à Rochefort, est un officier de marine et aristocrate français du XVIIIe siècle. Il termine sa carrière au grade de lieutenant général des armées navales.

## Biographie

### Origines et jeunesse
Hippolyte Bernard Bidé de Maurville est membre de la famille Bidé, une famille de la noblesse bretonne qui a fourni plusieurs maires de Nantes, intendants et officiers de marine au royaume de France. Elle porte D'argent au lion de sable armé et lampassé de gueules accompagné en chef d un croissant d'azur à dextre d'une étoile de gueules à senestre et d'une étoile de même en pointe.
Il n'a pas quatre ans lorsque son père Olivier-Henri Bidé de Maurville, capitaine de brûlot sur Le Magnifique, de 90 canons, commandé par le chef d'escadre de Belle-Isle-Erard, meurt de ses blessures reçues au combat de Vélez-Málaga. Sa mère, Marguerite Gelinote de Toligné, se voit accorder une pension de 100 livres auxquelles viennent s'ajouter 100 autres livres pour chacun de ses enfants vivants, ce qui porte les revenus de la famille à 400 livres par an. C'est donc le frère d'Olivier Henri, Paul Bidé de Chézac, qui pourvoit aux besoins de la famille de Maurville jusqu'à sa mort en octobre 1715.
Le décès d'un officier noble au combat ouvre à ses fils de façon quasi automatique la porte de la Compagnie des gardes de la marine. Cependant, l'admission ne peut se faire qu'à l'âge de quatorze ans, bien que les exceptions aient été nombreuses. Il est le cousin du chef d'escadre Bigot de Morogues.

### Carrière dans la Marine royale

#### Débuts
Dans cette attente, Hippolyte s'engage à douze ans comme volontaire sur L'Indien et connaît son premier combat, une lutte de six heures contre un vaisseau anglais de 60 canons au cours de laquelle Monsieur de Malleville, lieutenant de vaisseau commandant L'Indien, est tué. Ses frères, cousins, oncles et neveux, son beau-père, ses beaux-frères, tous ou presque ont été, sont ou seront officiers de marine. Il intègre une compagnie de gardes de la Marine en 1715, quelques mois après la fin de la guerre de Succession d'Espagne. Il a alors quatorze ans.
Le 30 janvier 1743, il épouse Marie-Anne-Louise de Brach, fille du gouverneur François-Louis de Brach (en). De cette union naissent 6 fils et 3 filles : François Joseph Hippolyte (en) (né en 1743), Jean-Louis Bernard (1745-1796), Marie Justine (1746-), Marie Bertille (1747-), Charles Alexandre (1749-1796), Paul Ozée (1750-), Armande Hippolyte (1751-), Antoine Germain (1752-1840) et Alain Hippolyte (1756-1795).
En 1748, à la fin de la guerre de Succession d'Autriche, il reçoit un brevet de capitaine de vaisseau.

#### Guerre de Sept Ans
Le 13 avril 1756, une escadre française commandée par M. de Beaussier part pour le Canada, elle y porte M. de Montcalm qui va prendre le commandement des troupes. Le 17 avril 1756, L'Aquilon de 40 canons et La Fidèle (24) mettent hors de combat, à la hauteur de Rochefort, un vaisseau anglais de 56 canons et une frégate de 30 canons. Bidé de Maureville, gravement blessé pendant le combat, doit être amputé d'un bras en 1756.
En 1765, son fils ainé François Joseph Hippolyte, alors garde-marine est au bombardement de Larache sous les ordres de du Chaffaut de Besné. Fait prisonnier, ce dernier est détenu en esclavage à Marrakech pendant deux ans (1765-1767). Commandant de la Marine à Rochefort en 1771, il réside à l'hôtel de Cheusses. Il est alors le seul officier général mutilé en activité. À cette époque, cinq de ses fils sont eux aussi au service et le sixième entre dans la Compagnie des gardes de la marine le 15 novembre 1771.

### Sources et bibliographie
- Michel Vergé-Franceschi, Les officiers généraux de la marine royale : 1715-1774, Librairie de l'Inde, 1990, p. 41
- Charles Penz, Lettres inédites sur la captivité de Bidé de Maurville à Marrakech, 1765-1767
- Jean Meyer et Martine Acerra, Les marines de guerre européennes : XVIIe – XVIIIe siècles, Presses Paris Sorbonne, 1998 (lire en ligne), p. 280